# Parc d'État de Yuba
Le parc d'État de Yuba (en anglais : Yuba State Park) est un parc d'État américain situé en Utah, ses attractions se concentrant autour du lac Yuba.

## Géographie
Le lac Yuba peut atteindre une longueur de 35 km pour une profondeur maximale de 24 mètres. Sa superficie est de 76 km², c'est un affluent de la rivière Sevier (en anglais : Sevier River). Il est situé à 153 km au sud de Salt Lake City.
Les points d'accès au lac sont : Oasis, Painted Rocks, Beaches et Eagle View.

## Histoire
Le barrage a été construit entre 1902 et 1917 sur la rivière Sevier.
Le parc a été créé en 1970.
En 2003, le réservoir d'eau a été vidé pour réparé le barrage.

## Faune et flore
Dans le lac on peut trouver plusieurs espèces de poissons : des perches canadiennes, des sandres dorés jaunes ou des truites arc-en-ciel.
L'observation d'oiseaux y est également possible.

## Informations touristiques
Le lac est accessible depuis l'interstate 15 à 42 km au sud de Nephi et par l'Utah State Route 28 à 23 km au sud de Levan.
Les installations du parc permet de pratiquer les activités de baignade, de plaisance et de ski nautique.
L'affluence en 2005 était de 138 233 visiteurs.